# Viktor Kosichkin
Viktor Ivanovich Kosichkin (russe : Виктор Иванович Косичкин), né le 25 février 1938 à Moshki et mort le 30 mars 2012 à Moscou, est un patineur de vitesse soviétique.
Il remporte aux Jeux olympiques d'hiver de 1960 à Squaw Valley une médaille d'or sur 5 000 mètres et une médaille d'argent sur 10 000 mètres. Aux Jeux olympiques d'hiver de 1964 à Innsbruck, il se classe quatrième de l'épreuve du 5 000 mètres et sixième du 10 000 mètres.